# Pleuroweisia
Pleuroweisia là một chi rêu trong họ Pottiaceae.